# Silent Hill 4: The Room
Silent Hill 4: The Room es un videojuego de terror psicológico y supervivencia desarrollado por Team Silent, un grupo de Konami Computer Entertainment Tokyo, y publicado por Konami. La cuarta entrega de la serie Silent Hill, el juego se lanzó en Japón en junio y en Norteamérica y Europa en septiembre. Silent Hill 4 se lanzó para PlayStation 2, Xbox y Windows. Su banda sonora fue lanzada al mismo tiempo. En 2012, se lanzó en la PlayStation Network japonesa. El 2 de octubre de 2020, se relanzó en GOG.com con parches para que se pueda reproducir en Windows 10.
A diferencia de las entregas anteriores, que se desarrollaron principalmente en la ciudad de Silent Hill, este juego se desarrolla en la parte sur de la ciudad ficticia de Ashfield y sigue a Henry Townshend mientras intenta escapar de su apartamento cerrado. Durante el transcurso del juego, Henry explora una serie de mundos sobrenaturales y se encuentra en conflicto con un asesino en serie no-muerto llamado Walter Sullivan.
Silent Hill 4 presenta un estilo de juego modificado con navegación en tercera persona y elementos de trama tomados de entregas anteriores. Tras su lanzamiento, el juego recibió críticas generalmente favorables de los críticos, pero su desviación de la fórmula tradicional de los juegos anteriores resultó ser divisiva. Sin embargo, el juego recibió elogios por implementar algunas mecánicas de juego únicas, como las apariciones dentro del apartamento.

## Sistema de juego
Silent Hill 4: The Room originalmente fue concebido como un juego en el mismo universo de la serie Silent Hill pero separado de los títulos principales, y por esta razón posee un estilo de juego diferente a otros títulos de las saga. El modo de juego está centrado en el apartamento del protagonista Henry, el cual se muestra en una perspectiva en primera persona, y contiene el único punto para guardar la partida. A los otros escenarios del juego se accede a través de misteriosos agujeros formados en el baño y más tarde en el cuarto de lavado del apartamento. Durante la primera mitad de la historia el protagonista recupera salud paulatinamente cuando está en el apartamento; en la segunda mitad empieza a ser poseído por varias maldiciones que hacen daño a Henry.
En los niveles principales el juego usa la perspectiva en tercera persona tradicional de la serie Silent Hill. A diferencia de otros títulos, el jugador sólo tiene un inventario de objetos limitado que puede organizarse dejando objetos no necesarios en un baúl en el apartamento de Henry. Silent Hill 4: The Room hace énfasis en el combate; emplea rompecabezas simples y basados en buscar objetos en lugar de acertijos complicados. Durante la segunda mitad del juego, Eileen Galvin, la vecina de Henry, lo acompaña; ella no puede morir mientras esté con Henry, aunque cuanto más daño recibe más sucumbe a una posesión por el antagonista de la historia. El jugador también puede equipar a Eileen con un arma para que se una a Henry en el combate. El daño que Eileen recibe determina sus posibilidades de sobrevivir a la batalla final, afectando directamente al final del juego.
El combate en Silent Hill 4: The Room sigue el patrón establecido por los otros juegos de la serie, pero con algunas grandes diferencias. Como en los tres juegos anteriores, el protagonista tiene acceso a una variedad de armas blancas, pero solo a dos armas de fuego. Como elemento nuevo, algunas armas blancas pueden romperse, como los palos de golf, que causan un daño variable al oponente, pero finalmente se rompen y se vuelven inútiles.
Otros objetos que pueden equiparse son los medallones santos, que protegen a Henry de las maldiciones de su apartamento, pero también se rompen después de un corto período de uso. Otra diferencia en el combate es que los ataques con armas blancas pueden «cargarse» antes de ser ejecutados, hecho que permite infligir un mayor daño al enemigo que con un ataque rápido; otra característica es la barra de vida a la vista.
Uno de los cambios más significativos fue la introducción de los monstruos «Victims», los espíritus inmortales de las víctimas del asesino en serie Walter Sullivan. Los espíritus tienen la habilidad de herir a Henry con un «aura» dañina, que puede ser evitada con ciertos objetos como las velas sagradas o los medallones santos. Los mismos objetos también exorcizan las maldiciones del apartamento de Henry. Los espíritus también pueden ser incapacitados por largo tiempo usando una de las dos balas de plata que se encuentran en el juego, o quedarse atrapados en el suelo permanentemente con una de las cinco Espadas de Obediencia. Las víctimas pueden perseguir al jugador entre áreas diferentes.

## Argumento

### Sinopsis

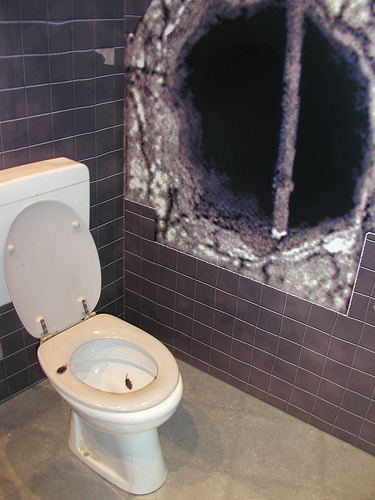
Prototipo del agujero en el cuarto de baño de Henry mostrado en la Games Convention de 2004.

El juego empieza cuando el protagonista Henry Townshend experimenta una pesadilla en la que su apartamento está cubierto de sangre y óxido, y un espíritu lo ataca en su sala de estar. Henry ha estado encerrado en su apartamento en South Ashfield, el cuarto 302, durante cinco días, sin manera de comunicarse con el exterior y sufriendo pesadillas similares a esa frecuentemente. La puerta está cerrada con candados colocados desde el interior, las ventanas se han vuelto irrompibles y nadie lo puede oír fuera del apartamento. Al inicio del juego, un agujero grande aparece en la pared de su cuarto de baño de forma inexplicable, y Henry entra en él intentando escapar. Desde ese momento entra a una red de agujeros que lo llevan a través de una serie de sueños o «mundos» relacionados con Silent Hill.
El primer destino de Henry es una estación de metro subterránea aparentemente abandonada, donde encuentra a una mujer llamada Cynthia Velázquez, quien está convencida de que está soñando. Henry intenta protegerla y escapar de la estación subterránea, pero al poco tiempo Cynthia se separa de él y Henry es atacado por unas criaturas parecidas a perros. Buscando a Cynthia, el protagonista encuentra otro agujero, y al entrar en él despierta en su apartamento, donde recibe una extraña llamada de ella pidiéndole ayuda. Este hecho hace a Henry dudar de si lo que experimentó fue un sueño o fue real. Al poco tiempo, Cynthia es asesinada por un hombre misterioso. Henry la descubre a punto de morir, con una serie de números grabados en el pecho. Después del asesinato, Henry despierta otra vez en su apartamento y oye en la radio que Cynthia ha muerto en el mundo real.
Lo mismo sucede con las otras tres personas que Henry encuentra cuando se adentra en el agujero. Henry llega a un bosque cerca de un orfanato relacionado con el culto de Silent Hill, donde conoce a Jasper Gein, un muchacho tartamudo que balbucea cosas que, en principio, no tienen sentido. Henry se adentra más hasta toparse con un niño, pero antes de que pueda interrogarlo Jasper interrumpe y el niño se va. La segunda muerte que Henry presencia es la inmolación de Jasper, quien se graba los 5 números característicos en el estómago mientras arde. Después de la muerte de Jasper, el agujero lleva a Henry a una extraña prisión para niños, donde el guardia Andrew DeSalvo (curiosamente su apellido es parecido a la protagonista de la película, Rose Da Silva) está en una celda, de la cual Henry lo libera; al parecer este conoce al pequeño niño, y dice que su nombre es Walter Sullivan. Poco después, Henry encuentra a Andrew ahogado en una celda sucia y con agua. La cuarta víctima es un vecino que vive enfrente de Henry, Richard Braintree, a quien encuentra en un mundo parecido al exterior de su edificio de apartamentos; al final del mundo, Henry encuentra a Richard en una silla eléctrica, con Walter niño señalando un apartamento en la ventana. Los asesinatos se relacionan en el hecho de que los cádaveres de Cynthia, Jasper, Andrew y Richard poseen extraños números en una parte de sus cuerpos, y Henry descubre que ese es el MO del asesino en serie Walter Sullivan.
En su apartamento, Henry descubre una pequeña grieta que le permite espiar a su vecina, Eileen Galvin. Ella parece estar preocupada por Henry aunque no lo conoce muy bien. Junto con el superintendente del edificio, Frank Sunderland, Eileen trata de contactar con el protagonista, pero no lo puede oír ni percibir de ninguna manera. Sunderland menciona que no es la primera vez que algo así sucede en el apartamento de Henry. El protagonista también empieza a recibir notas por debajo de la puerta, las cuales son fragmentos del diario del dueño anterior del apartamento, Joseph Schreiber, quien estaba investigando los asesinatos de Sullivan.
El último lugar al cual el agujero del cuarto de baño conduce a Henry es una versión cubierta de sangre y óxido del interior de su edificio de apartamentos, donde halla a un hombre hablando de forma extraña y tratando de entrar en la habitación de Eileen. Cuando Henry logra entrar al apartamento de su vecina la encuentra junto al misterioso niño, fuertemente golpeada y con números grabados en la espalda. Eileen agradece al niño y le dice que debe huir, mientras Henry se inclina ante ella y despierta.
Después del ataque a Eileen, el agujero del baño de Henry se cierra. Él sigue recibiendo notas de Schreiber, las cuales le permiten abrir un nuevo agujero en su cuarto de lavado. Este lo conduce a una dimensión basada en el hospital, donde se encuentra a Eileen. Henry llega a ella y le explica su situación; Eileen no le cree en un comienzo, pero finalmente decide ir con Henry. Él intenta hacer que Eileen regrese al apartamento, pero descubre que ella no puede siquiera ver los agujeros. En ese momento, el protagonista recibe una carta de Schreiber donde explica que lo que sucede está relacionado con el asesino en serie Walter Sullivan, y pide al próximo residente del apartamento, en ese caso Henry, seguir hasta el fondo del mundo de Sullivan. Este viaje lleva a Henry y a Eileen a volver a atravesar los mundos donde el protagonista presenció los asesinatos cometidos por Walter. Al mismo tiempo, extraños fenómenos empiezan a invadir el apartamento de Henry, lo que deteriora su condición.
El diario de Schreiber revela que Walter era un huérfano a quien la Orden de Silent Hill adoptó; él creyó que su madre biológica era el apartamento de Henry, porque fue ahí donde descubrieron a Walter abandonado recién nacido. Según las investigaciones de Schreiber, Sullivan está tratando de llevar a cabo un ritual que requiere 21 asesinatos, los «21 Sacramentos», para «purificar» a su «madre», lo que ha causado el deterioro del apartamento de Henry. Walter escribe números en sus víctimas para señalar ese ritual. El undécimo sacramento fue el mismo Walter, quien se suicidó para poder ser inmortal y llevar a cabo los otros asesinatos tras su muerte. Henry descubre que él es la última víctima, el número 21, y Eileen Galvin la número 20.
Finalmente, Henry y Eileen llegan al punto más profundo del mundo de los agujeros, el cual está basado en los recuerdos de Walter. Ese lugar resulta ser la «madre» de Sullivan, el apartamento de Henry. Ahí encuentran el espíritu de Schreiber, quien les dice que el único escape del apartamento es evitar el ritual destruyendo a Sullivan, y da instrucciones sobre cómo hacerlo. Henry entonces entra una vez más en el agujero. Henry debe perforar el cuerpo de Walter con la propia carne de Walter para despojarlo de su inmortalidad y así matarlo.
Henry despierta en su apartamento, en el cual descubre un cuarto secreto, donde encuentra el cuerpo de Walter crucificado. En el cadáver, el protagonista adquiere las llaves que abren el candado de la puerta del apartamento, pero al salir de él Henry se vuelve a hallar en el mundo de Walter, lleno de criaturas extrañas y cubierto de sangre, donde se reúne con Eileen. En el cuarto del superintendente, Henry finalmente adquiere el cordón umbilical de Walter, el elemento que necesita para matarlo. En ese momento, Eileen sucumbe a la influencia de Walter y deja a Henry, y él vuelve al apartamento para perforar el cuerpo de Walter, pero encuentra otro agujero, uno lleno de sangre negra. Dentro de él halla una cámara con luz roja y otro agujero extraño que conduce a donde está Eileen, poseída y caminando hacia una trampa mortal, mientras Walter se dirige a Henry y lo ataca. Tras derrotar a Walter, él murmura por última vez «mamá» y el juego muestra uno de los cuatro finales diferentes, los cuales varían si Eileen sobrevive o no a la batalla final y según la condición general del apartamento de Henry.

#### Finales
El juego posee cuatro finales diferentes:
- Escape (Escape) - Este final es el más complicado de conseguir, se obtiene si Eileen sobrevive en la batalla final y además si el apartamento se mantiene libre de espíritus. Este final muestra a Henry caminando por las calles, herido y preocupado por Eileen. Al día siguiente Henry va al hospital a visitar a Eileen, que se recupera paulatinamente. Cuando Henry le entrega un ramo de flores, ella dice que ambos deben mudarse a un nuevo apartamento.

- Madre (Mother) - Este final se obtiene si Eileen sobrevive a la batalla final, pero el apartamento está lleno de espíritus. La escena es la misma que el final "Escape", pero con la única diferencia que Eileen le dice a Henry que deben volver al apartamento, luego se muestra una escena del apartamento de Henry en mal estado por los espíritus.

- Muerte de Eileen (Eileen's death) - Este final se obtiene si Eileen muere en la batalla final y si el apartamento se mantiene libre de espíritus. Luego de la batalla se muestra a Henry despertando en su recámara. Cuando va al salón a escuchar la radio se anuncia que Eileen falleció a causa de las graves heridas que tenía.

- 21 sacramentos (21 sacraments) - Este final se obtiene si Eileen muere en la batalla final y si el apartamento se mantiene lleno de espíritus. Henry luego de la batalla siente un fuerte dolor de cabeza. Luego se muestra una escena donde el apartamento está cubierto de sangre y óxido, Walter niño se acuesta en el sillón del salón, feliz de encontrar a su "mamá" (el apartamento mismo) y Walter adulto de pie en el lugar donde está el agujero en que Henry espiaba a Eileen. En esa secuencia se oye la radio, en que se dice que se han encontrado varios cadáveres, el de Eileen, el del superintendente, el de cinco policías y el de un hombre desfigurado, que se presume que corresponde a Henry.

Al contrario que en otros juegos de la serie no hay «UFO ending».

### Personajes principales
Anexos: Personajes de Silent Hill, Monstruos de Silent Hill
- Henry Townshend, el protagonista de Silent Hill 4: The Room, un residente del edificio de apartamentos South Ashfield Heights en el pueblo de Ashfield. Henry es un hombre normal que ha sido descrito por Konami como un introvertido en sus más de 25 años. Henry se encuentra a sí mismo atrapado en su apartamento, y tras cinco días de encierro encuentra un agujero en su baño y entra en él tratando de escapar. Poco a poco Henry recorre el extraño mundo dentro del agujero y descubre el vínculo entre su recámara y el asesino Walter Sullivan. El personaje de Henry es doblado por Eric Bossick.[15]

- Eileen Galvin es la vecina de Henry Townshend de poco más de 20 años. Ella ha vivido en el edificio de apartamentos desde antes que Henry se mudara. Eileen es la vigésima víctima de Sullivan, la cual representa a «la Madre Renacida». Según material de los creadores, Sullivan escogió a Eileen para su ritual pues cuando era niña, ella le regaló una pequeña muñeca a Walter, un acto que lo hizo llorar de felicidad pues poca gente se relacionaba con él. Ese sentimiento de felicidad que le transmitió Eileen es el que impide que Walter la asesine directamente, y es por esta razón que él trata de poseerla y forzarla a caminar a su propia muerte. El destino de Eileen es uno de los factores que influyen en los finales del juego. Su actriz de doblaje es Anna Kunnecke.[16]

- Walter Sullivan es el antagonista principal del juego. Sullivan es un infame asesino en serie el cual se cree ha muerto años antes de los eventos del juego, y su primera mención en la serie fue en Silent Hill 2. En realidad, Sullivan es un huérfano que fue encontrado recién nacido en el apartamento 302. Fue dado en adopción a un orfanato de La Orden de Silent Hill, donde le hicieron creer que su madre biológica era el apartamento. Cuando niño, Walter viajaba de Silent Hill a South Ashfield para ver a su «madre». En el camino era maltratado por los vecinos del edificio de apartamentos, quienes encontraban extraño su comportamiento. Cuando Walter creció su obsesión por su madre lo llevó a cometer el ritual de los 21 Sacramentos, un ritual de 21 asesinatos cuyo propósito real era traer el nacimiento del Dios de Silent Hill pero el que Walter creería haría que su «madre» resucitara. Según el sitio oficial japonés del juego, La Orden poseyó a Walter con la presencia de Valtiel, un sirviente del Dios que apareció en Silent Hill 3. Tras completar la mitad del ritual Walter se suicidó, finalizando la parte de los 10 corazones dentro de los 21 sacramentos (asesinatos) y esto le permitió crear su propio mundo y seguir con los asesinatos como un espíritu inmortal. Sullivan aparece en dos formas: como un asesino adulto y como un niño, el cual actúa de forma inocente y no parece estar enterado del ritual. Las víctimas de Sullivan aparecen en el juego como enemigos, y el sitio oficial japonés de Silent Hill 4: The Room daba información sobre la historia de estos personajes. El actor de doblaje de Walter es Dennis Falt.[17]

- Walter Niño es la versión infantil e inocente de Walter Sullivan creado subconcientemente por el mismo, quien aún está tratando de "encontrar a su madre perdida", en un determinado final se le ve dentro del apartamento 302 con Walter adulto quien escucha la radio mientras este dice que nada lo separara de su madre ahora.

### Personajes secundarios
- Frank Sunderland es el superintendente del edificio, encontró a Walter cuando bebe en el momento de ser abandonado y le ayudó con su cordón umbilical que aún guarda en una caja, le comenta a Eileen que lo que pasa con el apartamento 302 no es la primera vez que ocurre, además, resulta que él es el padre de James Sunderland, protagonista de Silent Hill 2, en un determinado momento del juego, Henry ve uno de los cuadros de su apartamento y dice que escuchó decir que su hijo con su nuera desaparecieron en Silent Hill y que nunca más volvieron; es el único personaje con el que Henry no se topa durante el juego (únicamente antes de los eventos del mismo) y del que podemos saber a través de escenas por la mirilla de la puerta así como notas que lo mencionan, no forma parte de los 21 sacramentos.

- Joseph Schreiber periodista e investigador que ha seguido el caso de Walter Sullivan, va dejando notas a Henry a lo largo del juego, tomamos su rol en la primera pesadilla antes de finalmente controlar a Henry y comenzar el juego en sí, su segunda y última aparición sería en el apartamento 302 del pasado al final de la escalera circular en donde da a Henry y Eileen la solución para derrotar a Walter realizando un contra ritual, es la víctima número 15 y se desconoce el motivo de no aparecer como fantasma al igual que el resto de víctimas y aún poseer conciencia de sí mismo, estándo simplemente atrapado en el mundo de Walter.

- Cynthia Velázquez una seductora y sensual mujer que conoció a Walter en su juventud, la encontramos en el metro y es la víctima número 16, muere apuñalada incontables veces con los números 16121 en un pecho.

- Jasper Gein un hombre tartamudo de al menos 30 años fanático de lo místico y paranormal y, en especial, si está relacionado con la cultura de Silent Hill, lo encontramos en el orfanato del bosque Wish House controlado por la orden de Silent Hill y es la víctima 17 muriendo incinerado vivo con los números 17121 en el pecho, los cuales se graba él mismo.

- Andrew DeSalvo un guardia que vigilaba a los niños en la prisión cilíndrica también controlada por la orden, aparentemente solía golpearlos y maltratarlos (se presume que produjo la muerte de varios niños), se le ve de rodillas a los pies del pequeño Walter suplicando piedad por miedo a ser asesinado, pronto lo veríamos siendo la víctima número 18 ahogado en una sala de torturas con los números 18121 grabados en el estómago.

- Richard Braintree el fácilmente odiable vecino gruñón de los apartamentos en donde vive Henry, primero se le ve un par de veces por la mirilla hablando con Eileen o tratando de observar al interior del apartamento 302, parece indiferente a Henry en su encuentro en el mundo de edificios aunque a la vez sosprendido por el hecho de ver a otro "humano real" mientras porta un revólver, tanto su actitud en esta aparición y su posterior encuentro con la versión infantil de Walter, algunas notas que vamos leyendo y una casetera de audio descubrimos que es un hombre sumamente irritable, violento y agresivo; es la víctima número 19 y muere electrocutado en una silla con la serie de números 19121 marcados en su frente, tras su muerte podemos adquirir su revólver así como munición del mismo para luchar contra los monstruos desde ese punto del juego.

## Desarrollo
El desarrollo del cuarto juego de Silent Hill empezó brevemente tras el lanzamiento de Silent Hill 2 por el equipo Team Silent de Konami, llevándose a cabo simultáneamente con Silent Hill 3 con intenciones de crear un nuevo estilo de juego que permitiera llevar a la serie en una dirección diferente a la de los juegos anteriores. Las noticias del desarrollo del título se hicieron públicas en octubre de 2003, y le siguieron anuncio oficiales de Konami en el 2004. El juego fue producido por el diseñador de sonido y compositor de la serie Akira Yamaoka. El título original del juego antes de su incorporación en el resto de la serie era Room 302.
El concepto principal tras la nueva estructura de juego era tomar la idea de «the room» (la recámara) como «la parte más segura de tu mundo» y convertirla en una zona de peligro. Una perspectiva en primera persona fue incluida en esa área del juego para darle al apartamento un sentimiento personal y de claustrofobia. Sin embargo los productores mantuvieron la perspectiva en tercera persona en todas las otras áreas del juego para acomodarse al nuevo énfasis en acción y combate.

### Banda sonora

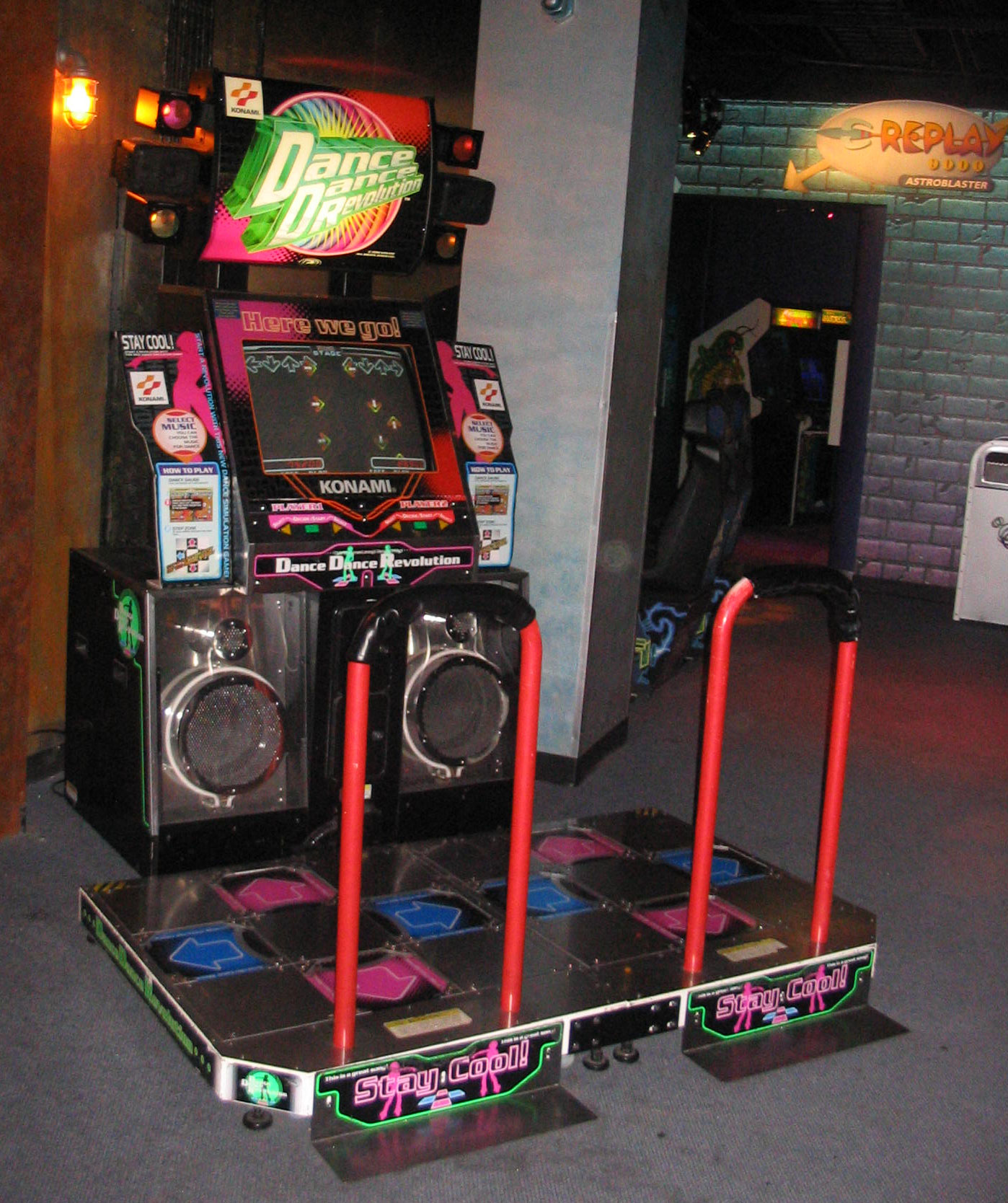
Un remix de la canción «Your Rain» fue usado en la serie Dance Dance Revolution de Konami.

La banda sonora de Silent Hill 4: The Room fue publicada con el juego en 2004. Al igual que en los títulos anteriores de la serie, fue compuesta por Akira Yamaoka con un género ambient e industrial. Siguiendo el estilo de Silent Hill 3, los temas principales de la banda sonora son pistas vocales con la cantante Mary Elizabeth McGlynn en «Tender Sugar», «Your Rain», y «Room of Angel». El cantante y letrista Joe Romersa interpreta el tema final, «Cradle of Forest». La letra de estos temas se relacionan con la historia del juego: «Tender Sugar» y «Cradle of Forest» hablan del encierro y el viaje por un bosque y un orfanato desde el punto de vista de Henry, así como «Your Rain» y «Room of Angel» tratan de la soledad y la relación de Walter con su «madre». 
«Room of Angel» es considerado como el tema principal del juego.
El disco con la banda sonora fue lanzado en Japón, América y Europa. En Japón venía incluido un segundo disco con la historia leída de Inescapable rain in Yoshiwara, una interpretación moderna de un cuento nipón tradicional. El disco tenía la lectura de esa historia con la música de Yamaoka como fondo. La versión americana es diferente a la japonesa; cuenta con menos pistas de la banda sonora, pero sí con 13 pistas y algunos remixes exclusivos. La versión europea tiene las pistas íntegras del disco japonés pero no incluye el CD de Inescapable rain in Yoshiwara.
Un remix de la canción «Your Rain» de la banda sonora del juego fue usado en la máquina de Konami DanceDanceRevolution EXTREME. Varias pistas del disco también fueron incluidas en The Silent Hill Experience, el UMD promocional de la película, Silent Hill.

### Influencias
En un artículo de BBC Collective, en octubre de 2004, se notó que el juego, como los títulos anteriores, hacía referencia a la película Jacob's ladder. También se mencionó que el protagonista Henry Townshend tiene una apariencia similar a la del actor Peter Krause. La arquitectura del apartamento y la adición del agujero fueron comparadas con la novela La casa de hojas del autor Mark Z. Danielewski. Otras referencias incluyeron a la novela Rosemary's Baby, la película The cell y mencionaban «un sabor similar al de Twin Peaks y la historia corta de Stephen King titulada 1408». Los creadores del juego han establecido que el libro Los chicos de las taquillas, de Ryu Murakami, también sirvió como influencia en la premisa del juego.
Silent Hill 4: The Room usa a dos personajes previamente mencionados en juegos de la serie pero nunca antes vistos. El primero, Walter Sullivan, fue mencionado por primera vez en un recorte de periódico en Silent Hill 2 como un hombre que se suicidó poco tiempo después de haber asesinado a los gemelos Billy y Miriam Locane, después se escucha su nombre en un ascensor del hospital Brookheaven, y por último, se puede ver su nombre tallado en una tumba. Tales dos víctimas de Walter Sullivan también aparecen como las «víctimas gemelas» que Henry encuentra en el juego. El segundo personaje nunca antes visto es el periodista Joseph Schreiber, quien fue mencionado en un artículo de revista en Silent Hill 3, donde escribió sobre el orfanato WishHouse, controlado por la Orden. Además, se supone que el superintendente de South Ashfield Heights, Frank Sunderland, es el padre del protagonista de Silent Hill 2, James Sunderland, que Henry menciona que desapareció tras su viaje a Silent Hill tras contemplar un cuadro de su apartamento.

## Recepción y crítica
{{Video game reviews
| MC = 76/100 (PS2)
76/100 (Xbox)
67/100 (PC)
| 1UP = B+ (PS2)
| EuroG = 7/10 (PS2)
6/10 (Xbox)
| GameRev = B
| GSpot = 7.9/10 (PS2)
 7.9/10 (Xbox)
 7.6/10 (PC)
| GSpy = {{|4|5}} (PS2)
| IGN = 8/10 (PS2)
8/10 (Xbox)
6.9/10 (PC)
}} 
Las demostraciones de Silent Hill 4: The Room en el E3 de 2004 hicieron que IGN lo llamara el mejor juego de aventura de PlayStation 2 del evento. En su lanzamiento en 2004 el juego también atrajo la atención de fuentes de noticias como CNN, la BBC y The Times. La media de críticas en el sitio Metacritic dan a las dos versiones de consola del juego un 76/100, mientras que Game Rankings les da un 76% y 74% a la versión de PlayStation 2 y a la de Xbox respectivamente. Silent Hill 4: The Room se lanzó en Japón como líder en ventas entre videojuegos, pero una semana después cayó al décimo lugar. Declaraciones oficiales de Konami han calificado las ventas del videojuego en América como «favorables».

Las versiones de Xbox y PS2 recibieron una calificación «impresionante» de 8.0 del crítico Douglass C. Perry de IGN. Perry lo describió como «ni brillante ni terrible», y le desgradó la falta de jefes y acertijos complicados. 

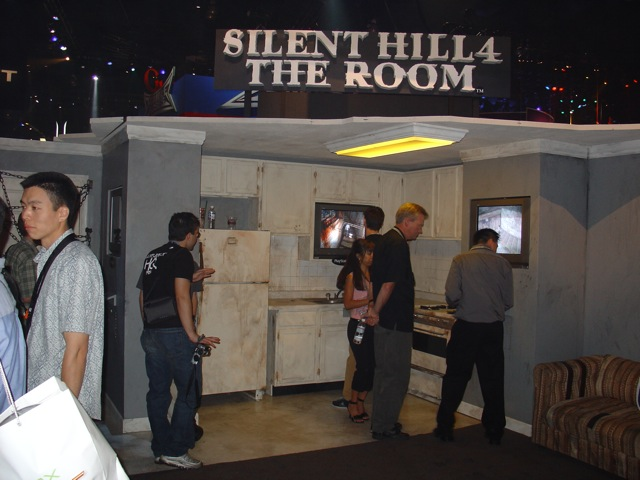
Demostración de Silent Hill 4: The Room en Games Convention.

El artículo expresó los sentimientos encontrados del autor hacia el elemento de «la recámara», y aunque Perry notó que el concepto «en sí mismo es una buena idea» le desagradó la inconveniencia de tener que volver allí para guardar y manejar el inventario. Sus comentarios finales también señalaron otro problema: «Aunque todos los toques clásicos que se han vuelto tan familiares y tan buenos de la serie han regresado, simultáneamente se han vuelto trillados».
Kristan Reed, un crítico de Eurogamer, expresó decepción por el enfoque al combate del juego y la falta de acertijos. Sin embargo le complació la historia, los gráficos y el audio y calificó al juego con un 7/10 para la versión de PS2 y 6/10 para la de Xbox. GameSpot le dio a ambas versiones un 7,9, concluyendo que «aunque no todos los cambios han servido para mejorar la serie, la narrativa oscura e intrigante es lo que da a este juego sus credenciales de Silent Hill.»
La versión de PC de Silent Hill 4: The Room recibió menores calificaciones que las versiones de consolas. El reseñista de IGN Perry se quejó sobre «las texturas más difusas que hemos visto en años y algunos glitches gráficos serios» y una «sensibilidad de ratón extremadamente baja», dándole un 6,9. La reseña de GameSpot de la versión de PC fue un poco más baja (7,6) que otras versiones, alabando los gráficos y su «buena optimización para la PC», pero notando que «los controles de teclado y mouse simplemente no funcionan tan bien en un ambiente con perspectivas que cambian constantemente».